# 日本興業銀行法
日本興業銀行法（にほんこうぎょうぎんこうほう、明治33年3月23日法律第70号）は、証券市場の流動化や外資導入を目的とする日本興業銀行の設立に関する法律である。

## 概要
農工業の振興を目的に、1897年に設立された日本勧業銀行は、養蚕、紡織、食品など農業と密接した軽工業を主な融資対象としており、日露戦争を契機に急成長した製鉄、造船、電力などの重工業は除外されていた。一方、日露戦争後の日本経済の発展と、その副作用としての恐慌（特に1890年と1898年）は国内資本の不足を露呈し、産業界では外資導入の必要性が叫ばれた。しかし企業単独で外資を調達するのは困難であり、政府保証の下外国で債券を発行し、国内重工業への融資を行う、いわば「工業の中央銀行」（後述の『日本興業銀行法』案提案趣旨説明より）たる新金融機関の構想が、産業界で立てられていった（なお1890年に松方正義が日本勧業銀行の構想を立てたときに最初に用いられていた仮称が「日本興業銀行」であった）。
1899年1月、議員建議として日本興業銀行法案が第13帝国議会に提出された。しかし政府は、外国で発行される債券に限るとはいえ、元利金支払いを政府が保証するという条項に難色を示し、対案として「動産銀行法」案を上程した。内容は、外債債務の政府保証規定が無い点以外は、ほぼ「日本興業銀行法」案と同じだった。そのため両法案は、政府案に政府保証規定を挿入する形で統合され、衆議院を通過したが、貴族院は政府保証規定を削除して修正可決され衆議院に戻された。しかし、衆議院はこれを否決し、直後に解散されたため、一旦廃案となった。
次の第14帝国議会で再上程された「日本興業銀行法」案は、政府保証規定や外債発行を巡って紛糾したが、結局政府保証規定は削除、外債発行については法律では定めない事になり、紆余曲折を経て成立にこぎつけ、翌年3月に公布。
1950年に日本勧業銀行法等を廃止する法律によって廃止。日本興業銀行は普通銀行に転換した（後に1952年に長期信用銀行法に基づいて長期信用銀行に転換）。